# Rio Grande do Piauí
Rio Grande do Piauí is een gemeente in de Braziliaanse deelstaat Piauí. De gemeente telt 6.650 inwoners (schatting 2009).